# Las Palmas II
Las Palmas II est une census-designated place située dans le comté de Cameron, dans l’État du Texas, aux États-Unis. Sa population s’élevait à 1 605 habitants lors du recensement de 2010.